# Досконале число
У теорії чисел досконале число  — натуральне число, що дорівнює сумі його додатних дільників, не враховуючи самого числа. Наприклад, 6 має дільники 1, 2, 3 (не враховуючи його самого), {\displaystyle 6=1+2+3}, тому 6  — досконале число.

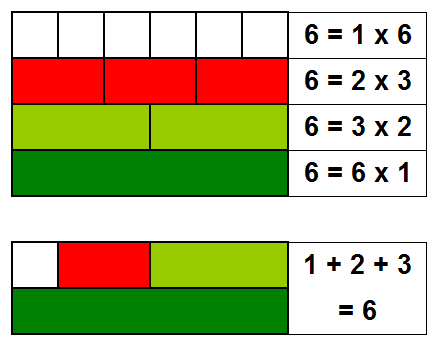
Ілюстрація досконалого числа 6

Сума дільників числа, не враховуючи самого числа, називається аліквотною сумою, тому досконале число  — це число, що дорівнює його аліквотній сумі.
Що рівносильно, що досконале число  — число, яке є половиною суми всіх своїх додатних дільників, враховуючи себе.
У символьному записі: {\displaystyle \sigma _{1}(n)=2n}, де {\displaystyle \sigma _{1}(n)}  — функція суми дільників числа {\displaystyle n}. Наприклад, 28  — досконале, оскільки {\displaystyle 1+2+4+7+14+28=56=2\cdot 28}.
Це стародавнє означення, воно з'явилось ще в Началах Евкліда (VII.22), де такі числа називалися досконалими, ідеальними чи повними. Евклід також довів правило утворення (IX/36), за яким {\displaystyle {\frac {q(q+1)}{2}}} є парним досконалим числом тоді, коли {\displaystyle q=2^{p}-1}, {\displaystyle q} і {\displaystyle p}  — прості числа. Такі {\displaystyle q} називаються простими числами Мерсенна. Через два тисячоліття Ейлер довів, що всі парні досконалі числа мають таку форму. Цей результат відомий як теорема Евкліда-Ейлера.
Невідомо, чи існують непарні досконалі числа і чи є нескінченною послідовність досконалих чисел. Декілька перших досконалих чисел  — 6, 28, 496, 8128 (див. послідовність послідовність A000396 з Онлайн енциклопедії послідовностей цілих чисел, OEIS.

## Історія
Приблизно в 300-му році до н. е. Евклід показав, що, якщо {\displaystyle 2^{p}-1}  — просте число, то {\displaystyle 2^{p-1}(2^{p}-1)}  — досконале число. Перші 3 досконалі числа були єдиними, які знала давньогрецька математика і число 8128, яке знайшов Нікомах приблизно у 100-му році н. е. Нікомах стверджував без доведення, що будь-яке досконале число має вигляд {\displaystyle 2^{n-1}(2^{n}-1)}, де {\displaystyle 2^{n}-1}  — просте число. Здається, він не знав, що {\displaystyle n} також має бути простим числом. Також він помилково вважав, що досконалі числа по черзі закінчуються на 6 і на 8 (перші п'ять досконалих чисел закінчуються на 6, 8, 6, 8, 6 відповідно, але шосте закінчується знову на 6). Філон Олександрійський у своїй книзі першого століття «Про створення світу» згадує досконалі числа, стверджуючи, що світ був створений за 6 днів, а Місяць здійснює повний оберт по орбіті за 28 днів, тому що 6 і 28  — досконалі. До Філона приєднались Оріген і Дідим Сліпець, котрі зазначають, що є лише чотири досконалі числа, менші за 10000 (коментар до книги Буття 1.14-19). Св. Августин на початку п'ятого віку н. е. зазначає досконалі числа у книзі «Місто Боже» (книга XI, глава 30), повторюючи висловлювання, що Бог створив світ за 6 днів, бо 6  — найменше досконале число.
Єгипетський математик Ізмаїл ібн Фоллус (1194-1252) згадує наступні три досканалі числа (33,550,336; 8,589,869,056; 137,438,691,328) і ще декілька, які виявились хибними.
Перша згадка п'ятого досконалого числа європейцями  — рукопис, написаний між 1456 і 1461 роками невідомим математиком. У 1588 році італійський математик П'єтро Катальді знайшов шосте (8,589,869,056) і сьоме (137,438,691,328) досконалі числа, а також довів, що кожне досконале число, отримане з правила Евкліда, закінчується на 6 чи 8.

## Парні досконалі числа
Див. також: Теорема Евкліда-Ейлера.
Евклід довів, що {\displaystyle 2^{p-1}(2^{p}-1)} є досконалими, коли {\displaystyle 2^{p}-1} є простим (Начала, твердження IX.36).
Наприклад, перші чотири досконалі числа, отримані за допомогою цієї формули:
при {\displaystyle p=2}:   {\displaystyle 2^{1}(2^{2}-1)=2\cdot 3=6,}
при {\displaystyle p=3}:   {\displaystyle 2^{2}(2^{3}-1)=4\cdot 7=28,}
при {\displaystyle p=5}:   {\displaystyle 2^{4}(2^{5}-1)=16\cdot 31=496,}
при {\displaystyle p=7}:   {\displaystyle 2^{6}(2^{7}-1)=64\cdot 127=8128.}
Прості числа вигляду {\displaystyle 2^{p}-1}, відомі як прості числа Мерсенна, названі на честь монаха сімнадцятого століття Марена Мерсенна, що вивчав теорію чисел і досконалі числа. Для того, щоб {\displaystyle 2^{p}-1} було простим, необхідно щоб і {\displaystyle p} було простим. Але це не достатня умова; наприклад, {\displaystyle 2^{11}-1=2047=23\times 89} не є простим. Насправді, прості числа Мерсенна дуже рідкісні  — з 2.610.944 простих чисел менших 43112609, число {\displaystyle (2^{p}-1)} є простим лише для 47 з них.
Хоча Нікомах стверджував (без доведення), що всі досконалі числа мають вигляд {\displaystyle 2^{n-1}(2^{n}-1)}, де {\displaystyle 2^{n}-1}  — просте число (саме твердження було трохи в іншій формі), Ібн аль-Хайсам приблизно в 1000-му році н. е. припускав, що формула описує лише будь-яке парне досконале число.
Тільки в XVIII столітті Леонард Ейлер довів, що формула {\displaystyle 2^{p-1}(2^{p}-1)} описує всі парні досконалі числа.
Таким чином існує взаємно однозначна відповідність між парними досконалими числами і простими числами Мерсенна; кожне просте число Мерсенна породжує одне парне досконале число, і навпаки. Цей результат часто називають теоремою Евкліда-Ейлера.
Вичерпний пошук у рамках проекту GIMPS показав, що першим 47-ми парним досконалим числам вигляду {\displaystyle 2^{p-1}(2^{p}-1)} відповідають
{\displaystyle p} = 2, 3, 5, 7, 13, 17, 19, 31, 61, 89, 107, 127, 521, 607, 1279, 2203, 2281, 3217, 4253, 4423, 9689, 9941, 11213, 19937, 21701, 23209, 44497, 86243, 110503, 132049, 216091, 756839, 859433, 1257787, 1398269, 2976221, 3021377, 6972593, 13466917, 20996011, 24036583, 25964951, 30402457, 32582657, 37156667, 42643801 і 43112609 послідовність A000043 з Онлайн енциклопедії послідовностей цілих чисел, OEIS.
Також знайдено п'ять більших досконалих чисел, а саме при {\displaystyle p}=57.885.161, 74.207.281, 77.232.917, 82.589.933 і 136.279.841, але в цих межах можуть бути й інші. Станом на жовтень 2024 року відомо 52 простих чисел Мерсенна і, відповідно, 52 парних досконалих чисел (найбільше з яких  — {\displaystyle 2^{136279841}(2^{136279841}-1)} з 82.048.640 цифрами). Невідомо чи існує нескінченно багато досконалих чисел і простих чисел Мерсенна.
Крім того, що будь-яке парне досконале число має вигляд {\displaystyle 2^{p-1}(2^{p}-1)}, воно ще є {\displaystyle (2^{p}-1)}-им трикутним числом (і, як наслідок, є сумою цілих чисел від 1 до {\displaystyle 2^{p}-1}), а також є {\displaystyle (2^{p-1})}-им шестикутним числом. Більш того, будь-яке парне досконале число (за винятком 6) є {\displaystyle \left({\frac {2^{p}-1}{3}}\right)}-им центрованим дев'ятикутним числом, а значить воно дорівнює сумі {\displaystyle 2^{\frac {p-1}{2}}} перших непарних кубів:
{\displaystyle {\begin{aligned}6=2^{1}\left(2^{2}-1\right)&=1+2+3,\\[8pt]28=2^{2}\left(2^{3}-1\right)&=1+2+3+4+5+6+7=1^{3}+3^{3},\\[8pt]496=2^{4}\left(2^{5}-1\right)&=1+2+3+\cdots +29+30+31\\&=1^{3}+3^{3}+5^{3}+7^{3},\\[8pt]8128=2^{6}\left(2^{7}-1\right)&=1+2+3+\cdots +125+126+127\\&=1^{3}+3^{3}+5^{3}+7^{3}+9^{3}+11^{3}+13^{3}+15^{3},\\[8pt]33550336=2^{12}\left(2^{13}-1\right)&=1+2+3+\cdots +8189+8190+8191\\&=1^{3}+3^{3}+5^{3}+\cdots +123^{3}+125^{3}+127^{3}.\end{aligned}}}
Парні досконалі числа (крім 6) мають вигляд
{\displaystyle T_{2^{p}-1}=1+{\frac {(2^{p}-2)\times (2^{p}+1)}{2}}=1+9\times T_{\frac {2^{p}-2}{3}}},
де кожне трикутне число {\displaystyle T_{7}=28}, {\displaystyle T_{31}=496}, {\displaystyle T_{127}=8128} після віднімання одиниці і ділення на дев'ять закінчується на 3 або 5; послідовність починається з {\displaystyle T_{2}=3}, {\displaystyle T_{10}=55}, {\displaystyle T_{42}=903}, {\displaystyle T_{2730}=3727815,\dots }
Це можна переформулювати наступним чином: сумування цифр будь-якого парного досконалого числа (крім 6), а потім повтор таких дій з отриманими результатами до моменту, коли залишиться одна цифра (знаходження цифрового кореня), дасть в результаті одиницю. Наприклад, цифровий корінь числа 8128 дорівнює одиниці, бо {\displaystyle 8+1+2+8=19}, {\displaystyle 1+9=10}, {\displaystyle 1+0=1}. Це справедливо для усіх чисел вигляду {\displaystyle 2^{m-1}(2^{m}-1)}, де {\displaystyle m}  — непарне число.
Завдяки своїй формі {\displaystyle 2^{p-1}(2^{p}-1)} кожне парне досконале число записується у двійковій системі як {\displaystyle p} одиниць, а за ними {\displaystyle (p-1)} нулів. Наприклад,
{\displaystyle 6_{10}=2^{2}+2^{1}=110_{2},}
{\displaystyle 28_{10}=2^{4}+2^{3}+2^{2}=11100_{2},}
{\displaystyle 496_{10}=2^{8}+2^{7}+2^{6}+2^{5}+2^{4}=111110000_{2},}
{\displaystyle 8128_{10}=2^{12}+2^{11}+\cdots +2^{7}+2^{6}=1111111000000_{2}.}
Таким чином парні досконалі числа є згубними числами.
Кожне парне досконале число також є практичним числом.

## Непарні досконалі числа
Невідомо чи існує хоч якесь непарне досконале число, хоча деякі результати у цьому напрямі були отримані.
У 1496 році Жак Лефевр стверджував, що правило Евкліда дає абсолютно всі досконалі числа, з чого слідує відсутність непарних досконалих чисел.
Ейлер стверджував, що найважчим питанням є питання існування непарних досконалих чисел. Нещодавно Карл Померанс представив евристичний аргумент, який передбачає, що дійсно непарного досконалого числа не має існувати.
Усі досконалі числа також є гармонічними числами Оре, а також існує гіпотеза, що немає непарних гармонічних чисел Оре (крім одиниці).
Будь-яке непарне досконале число {\displaystyle N} має задовольняти наступним умовам:
- {\displaystyle N\geq 10^{1500}}[22]
- {\displaystyle N} не ділиться на 105[23]
- {\displaystyle N} конгурентне або 1 по модулю 12, або 117 по модулю 468, або 81 по модулю 324[24]
- {\displaystyle N} має вигляд {\displaystyle N=q^{\alpha }p_{1}^{2e_{1}}\cdots p_{k}^{2e_{k}}}, де

- {\displaystyle q,p_{1},\dots ,p_{k}} є різними простими числами (Ейлер);
- {\displaystyle N\equiv \alpha \equiv 1} (mod 4) (Ейлер);
- Найменший простий дільник числа {\displaystyle N} менший за {\displaystyle {\frac {2k+8}{3}}};
- Або {\displaystyle q^{\alpha }>10^{62}}, або {\displaystyle p_{j}^{2e_{j}}>10^{62}} для деякого {\displaystyle j};
- {\displaystyle N<2^{(4^{k+1}-2^{k+1})}};
- {\displaystyle \alpha +2e_{1}+2e_{2}+\dots +2e_{k}\geq {\frac {21k-18}{8}}};
- {\displaystyle qp_{1}p_{2}\dots p_{k}<2N^{\frac {17}{26}}}.

- Найбільший простий дільник числа {\displaystyle N} більший за {\displaystyle 10^{8}}[31] і менший за {\displaystyle (3N)^{\frac {1}{3}}}.[32]
- Наступний найбільший простий дільник {\displaystyle N} більший за {\displaystyle 10^{4}} і менший за {\displaystyle (2N)^{\frac {1}{5}}}.[33][34]
- Третій найбільший простий дільник {\displaystyle N} більший за 100.[35]
- {\displaystyle N} має щонайменше 101 простий дільник, де щонайменше 10 різних.[36]
- Якщо {\displaystyle N} не ділиться на 3, то {\displaystyle N} має щонайменше 12 простих дільників.[37]

Також відомо декілька другорядних результатів, що стосуються показників {\displaystyle e_{1},\dots ,e_{k}} числа {\displaystyle N=q^{\alpha }p_{1}^{2e_{1}}\cdots p_{k}^{2e_{k}}}.
- Не всі {\displaystyle e_{i}\equiv 1} (mod 3).[38]
- Не всі {\displaystyle e_{i}\equiv 2} (mod 5).[39]
- Якщо {\displaystyle e_{i}\equiv 1} (mod 3) або {\displaystyle e_{i}\equiv 2} (mod 5), найменший простий дільник числа {\displaystyle N} буде знаходитись в межах від {\displaystyle 10^{8}} до {\displaystyle 10^{1000}}.
- У загальному випадку, якщо всі {\displaystyle 2e_{i}+1} мають простий дільник у скінченній множині {\displaystyle S}, то найменший простий дільник числа {\displaystyle N} має бути найменшим за ефективно обчислювальну константу, що залежить лише від {\displaystyle S}.
- Якщо {\displaystyle (e_{i},\dots ,e_{k})=(1,\dots ,1,2,\dots ,2)} з {\displaystyle t} одиницями і {\displaystyle u} двійками, то {\displaystyle {\frac {t-1}{4}}\leq u\leq 2t+{\sqrt {\alpha }}}.[40]
- {\displaystyle (e_{i},\dots ,e_{k})\neq (1,\dots ,1,3)},[41] {\displaystyle (1,\dots ,1,5)}, {\displaystyle (1,\dots ,1,6)}.[42]
- Якщо {\displaystyle e_{1}=\dots =e_{k}=e}, то

- {\displaystyle e} не може дорівнювати 3, 5, 24, 6, 8, 11, 14 або 18.
- {\displaystyle k\leq 2e^{2}+8e+2} і {\displaystyle N<2^{4^{2e^{2}+8e+3}}}.

У 1888 році Сильвестр стверджував: «… довгі роздуми на цю тему переконали мене, що існування будь-якого такого (непарного досконалого) числа  — це вихід із величезної павутини умов, що його оточують, і є просто чудом.»
Багато властивостей, доведених відносно непарних досконалих чисел, також стосуються чисел Декарта, а тому Пейс Нільсен припустив, що достатнє вивчення таких чисел може привести до доведення відсутності непарних досконалих чисел.

## Незначні результати
Усі парні досконалі числа мають дуже точну форму; непарні досконалі числа або не існують, або є дуже рідкісними. Є цілий ряд результатів щодо досконалих чисел, які насправді досить легко довести, але, втім, є вражаючими; деякі з них підходять під сильний закон малих чисел Річарда Ґая:
- 28  — єдине парне досконале число вигляду {\displaystyle x^{3}+1}[48]
- 28  — також єдине парне досконале число, яке є сумою кубів двох додатних чисел[49]
- Сума чисел, обернених до дільників досконалого числа, дорівнює двійці (щоб отримати це, необхідно скористатися означенням досконалого числа {\displaystyle \sigma _{1}(n)=2n} і поділити обидві частини рівності на {\displaystyle n}):

- Для 6 маємо: {\displaystyle {\frac {1}{6}}+{\frac {1}{3}}+{\frac {1}{2}}+{\frac {1}{1}}=2};
- Для 28 маємо: {\displaystyle {\frac {1}{28}}+{\frac {1}{14}}+{\frac {1}{7}}+{\frac {1}{4}}+{\frac {1}{2}}+{\frac {1}{1}}=2}, і так далі.

- Кількість дільників будь-якого досконалого числа (парного чи непарного) має бути парною, оскільки досконале число {\displaystyle N} не може бути повним квадратом[50]

- З двох зазначених вище властивостей випливає, що кожне досконале число є гармонічним числом Оре.

- Парні досконалі числа не є трапецієвидними числами[en]; тобто їх не можна представити у вигляді різниці двох додатних непослідовних трикутних чисел. Існує лише три типи нетрапецієвидних чисел: парні досконалі числа, степені двійки і числа вигляду {\displaystyle 2^{n-1}(2^{n}-1)}, які утворені як добуток простого числа Ферма {\displaystyle 2^{n}-1} та {\displaystyle 2^{n-1}}, що аналогічно побудові досконалих чисел з простих чисел Мерсенна.[51]
- Кількість досконалих чисел менших за {\displaystyle n} менша за {\displaystyle c{\sqrt {n}}}, де {\displaystyle c}  — додатна константа.[52] Насправді це {\displaystyle o({\sqrt {n}})} (використовується позначення {\displaystyle o}-малого).[53]
- Кожне парне досконале число закінчується на 6 чи 28 в десятковій системі і закінчується на 1 (за винятком числа 6) в системі за базою 9[54][55]. Тому цифровий корінь будь-якого парного досконалого числа (відмінного від 6) дорівнює 1.
- 6  — єдине досконале число, яке є безквадратичним.[56]

## Пов'язані поняття

Діаграма Ейлера для надлишкових, недостатніх, досконалих і т. д. чисел, менших за 100.

Сума власних дільників дає різні інші види чисел.
Числа, де сума їх дільників менша за саме число, називають недостатніми, а де більша  — надлишковими.
Ці терміни і саме поняття досконалих чисел прийшло до нас з грецької нумерології.
Пари чисел, які є сумами власних дільників один одного, називаються дружними, а більші цикли таких чисел називаються компанійськими.
Натуральне число таке, що кожне менше за нього натуральне число є сумою його різних дільників, називається практичним.
За означенням, досконале число  — нерухома точка
обмеженої функції дільників {\displaystyle s(n)=\sigma (n)-n}, а пов'язана з досконалими числами аліквотна послідовність є постійною послідовністю.
Всі досконалі числа також є {\displaystyle {\mathcal {S}}}-досконалими або числами Гранвіля.
Напівдосконале число  — натуральне число, яке дорівнює сумі всіх або деяких власних дільників.
Напівдосконале число, яке дорівнює сумі всіх власних дільників, є досконалим числом.
Більшість надлишкових чисел також є напівдосконалими; надлишкові числа, що не є напівдосконалими, називаються дивними.

## Додаткова література
- Nankar, M.L.: "History of perfect numbers, " Ganita Bharati 1, no. 1–2 (1979), 7–8.
- Riele, H.J.J. «Perfect Numbers and Aliquot Sequences» in H.W. Lenstra and R. Tijdeman (eds.): Computational Methods in Number Theory, Vol. 154, Amsterdam, 1982, pp. 141–157.
- Riesel, H. Prime Numbers and Computer Methods for Factorisation, Birkhauser, 1985.
- Sándor, Jozsef; Crstici, Borislav (2004). Handbook of number theory II. Dordrecht: Kluwer Academic. с. 15–98. ISBN 1-4020-2546-7. Zbl 1079.11001.